# Stijn Schaars
Stijn Schaars (født 11. januar 1984 i Gendt, Holland) er en hollandsk fodboldspiller, der spiller som midtbanespiller hos den hollandske klub Heerenveen. Han har spillet for klubben siden 2016. Tidligere har han repræsenteret PSV Eindhoven, Sporting Lissabon, Vitesse Arnhem og AZ Alkmaar. 

## Landshold
Schaars står (pr. april 2018) noteret for 24 kampe for Hollands landshold, som han debuterede for den 16. august 2006 i et opgør mod Irland. Han deltog efterfølgende ved VM i 2010 i Sydafrika.

## Titler
Æresdivisionen
- 2009 med AZ Alkmaar